# Old Man Logan
Old Man Logan er en amerikansk-britisk tegneserie fra 2008, skrevet af Mark Millar og tegnet af Steve McNiven. Den er baseret på Marvel-figuren Wolverine og handler om Wolverines eventyr på sine gamle dage.
I 2017 kom filmen Logan ud, som er en adaptation af tegneserien.